# Municipio de Chiquihuitlán de Benito Juárez
El municipio de Chiquihuitlán de Benito Juárez  es uno de los municipios en que se divide Oaxaca. Se ubica al Noroeste del Estado, con una distancia aproximada de 198 kilómetros desde la capital del Estado. Colinda al oriente San Pedro Teutila y al poniente Santa Ana Cuauhtémoc
El origen del nombre, desciende del Náhuatl, que significa "Lugar protegido por cestos". Este nombre hace honor al (chiquihuite o cesto de carrizo), que usaban los ancestros para protegerse de un ave de gran tamaño parecido al águila que atrapaba a la gente para llevársela y alimentar a sus polluelos en alguno de los cerros donde tenía su nido. Cuentan que en ese entonces, en el lugar denominado La Cruz o Terminal, existía una laguna donde la gente se acercaba para abastecerse de agua y es ahí donde llegaba el animal para atrapar a sus presas.

## Antecedentes
En 1950 el municipio de Chiquihuitlán de Benito Juárez, se vio afectado por la invasión de una gran parte de su territorio en el lugar denominado "EL CABILDO" por los comuneros del municipio de Santa Ana Cuauhtémoc, quienes titularon a su favor esta porción años después.

## Flora
Flores: rosas, cartuchos (alcatraz), nardos y gladiolas.
Árboles: cedros, ocotes, encinos, caoba (en poca escala), bálsamo (árbol macizo con el que se hacían trapiches anteriormente para moler caña brava, maple o panela) y árbol del maple.
Árboles frutales: mamey, naranja, zapote negro, chicozapote, mango (criollo y manila), coyol, plátano de diferente, aguacate de diferente y verduras (varias)

## Fauna
Hay tanto aves silvestres que van de pájaros de distintas especies y por mencionar uno de ellos el correcaminos, así como animales salvajes como jabalís, venados, tejón, tepexcuintle, mapaches, ardillas, armadillos y tecolotes.
Según versiones en la comunidad de Teotilalpam aún se pueden ver los changuitos, leoncillos, tigrillos.
Los animales domésticos: conejo y venado 
Los reptiles más comunes son iguanas y diferentes tipos de serpientes.

## Recursos Naturales
El recurso natural de este municipio son los árboles frutales ya que con eso cuentan para el sostén de sus familias.